# Элефант-Бьютт

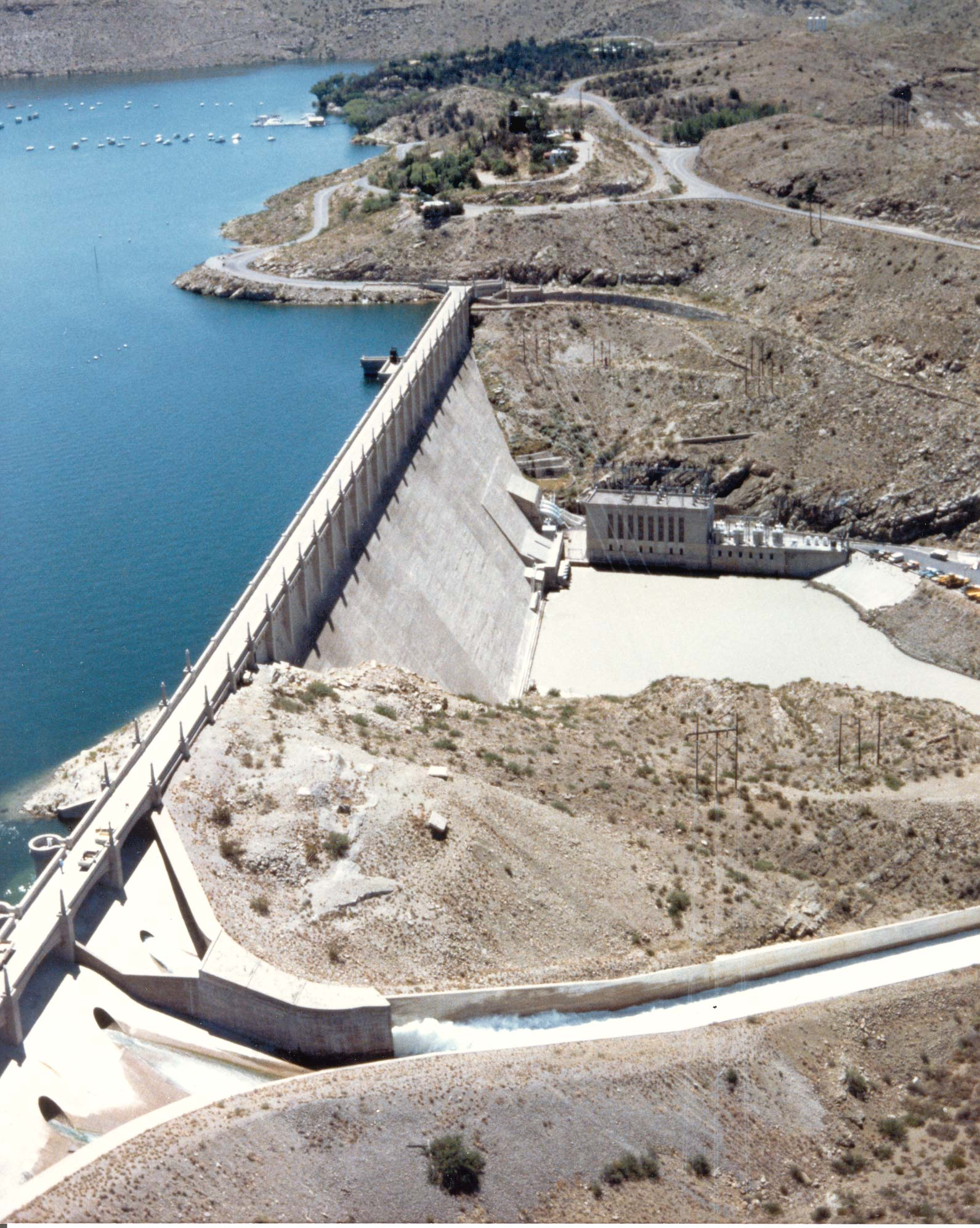
Плотина Элефант-Бьютт

Элефант-Бьютт (англ. Elephant Butte Lake State Park) — крупнейший региональный парк штата Нью-Мексико, Соединённые Штаты Америки, расположен севернее города Трут-ор-Консекуэнсес. Создан в 1964 году вокруг одноимённого рукотворного озера на реке Рио-Гранде. Общая площадь охраняемой природной территории составляет 99 квадратных километров.
Водохранилище Элефант-Бьютт — самый большой искусственный водоём в штате Нью-Мексико и 84-й в США. Площадь его зеркала превышает 150 квадратных километров, а объём запасаемой воды — около двух миллиардов тонн. Река Рио-Гранде была перекрыта плотиной в целях регулирования стока, обеспечения электроэнергией и водой для орошения земель центральной и южной части Нью-Мексико и западного Техаса.
Как и у других рек американского юго-запада, сток Рио-Гранде был весьма изменчив от года к году, чередуя опустошительные засухи с разрушительными наводнениями. Элефант-Бьютт, как место для регулирующей реку плотины, было выбрано благодаря высоким берегам котловины — фактически готовому естественному бассейну для водохранилища, — а также отсутствию (в отличие от других вариантов) затопляемого жилья и железнодорожных путей. Предполагаемая плотина фигурировала уже в конвенции 1906 года между США и Мексикой о совместном пользовании пограничной рекой Рио-Гранде, где оговаривалось, сколько воды причитается Мексике после завершения строительства.
Решение о возведении бетонной плотины Элефант-Бьютт было принято 25 февраля 1905 года, строительство велось в 1911—1915 годах, заполнение водохранилища завершилось к концу 1916 года. Она стала второй по величине в мире на дату постройки, после старой Асуанской плотины. Гравитационная плотина имеет длину 510 метров и высоту 92 метра; толщина её меняется от 70 метров в основании до 5,5 метров у гребня. Гидроузел включает также электростанцию мощностью 28 мегаватт.
В 1976 году плотина Элефант-Бьютт была признана национальным памятником гражданского строительства, а в 1979 — включена в национальный реестр исторических мест США.
Озеро, плотина и сам региональный парк были названы по имени каменного останца, возвышавшегося первоначально на восточном берегу Рио-Гранде и напоминавшего формой лежащего на боку слона. С геологической точки зрения это образование представляет собой жерловину древнего вулкана. За миллионы лет склоны вулкана выветрились, осталась лишь застывшая лава, некогда заполнявшая его жерло. После наполнения водохранилища возвышенность стала островом, и лишь в сезон низкой воды появляется перемычка, связывающая её с берегом.
Озеро Элефант-Бьютт богато рыбой. Здесь ловят сома, полосатого лаврака, большеротого окуня, светлопёрого судака. Это единственный водоём в Нью-Мексико, где можно встретить пеликанов. В 2014 году на острове Элефант-Бьютт был обнаружен почти полный окаменелый скелет стегомастодона возрастом порядка трёх миллионов лет.